# Касем, Абд аль-Керим
А́бдель Кери́м Ка́сем (араб. عبد الكريم قاسم‎; род. 21 ноября 1914, Багдад, Османский Ирак — 9 февраля 1963, Багдад, Ирак) — иракский политический, государственный и военный деятель, премьер-министр и министр обороны Ирака в 1958—1963 годах, бригадный генерал.
В 1958 году под его руководством в Ираке произошел военный переворот, в результате которого был свергнут монархический режим и провозглашена Республика Ирак. Касем оставался руководителем Ирака до 1963 года, пока сам не был свергнут и казнен в результате военного переворота баасистов.
Существуют различные формы его имени: Абдель Касем, Абдель-Карим Касим или Абдель Карим Касем. Во времена его правления он был широко известен как «аз-Заи́м» (араб. الزعيم‎), что в переводе с арабского означает «вождь».

## Ранние годы
Абдель Керим Касем родился в бедной семье плотника, в Багдаде. Его отец, Касим Мухаммед Бакр аль-Фадли аль-Зубайди был фермером из южного Багдада, по происхождению он был суннитом, и умер после рождения сына, участвуя в Первой мировой войне солдатом Османской империи. Мать будущего премьера — Кайфия Хассан Якуб аль-Сакини была по происхождению шииткой и дочерью курдского фермера из Багдада.
Когда Касему исполнилось шесть лет, его семья перебралась в Эс-Сувайру, небольшой городок вблизи Тигра, а затем в 1926 году — в Багдад. Касем был прекрасным студентом, и он поступил в среднюю школу на государственную стипендию. После окончания учебы в 1931 году он преподавал в начальной школе (с 22 октября 1931 года по 3 сентября 1932 года). Его увольнение было связано с тем, что он поступил в военный колледж, который окончил в 1934 году в чине младшего лейтенанта. Затем Касим учился в колледже аль-Аркан (Вракский штаб) и окончил его с отличием (класс А) в декабре 1941 года. В 1951 году он прошел курс старших офицеров в Девизесе (Уилтшир). Его одноклассники в Девизесе прозвали Касима «заклинателем змей» за то, что он убедил их предпринять невероятные действия во время военных учений.
Абдель Керим Касем принимал активное участие в подавлении беспорядков племен в районе Евфрата (1935 г.), а также в англо-иракской войне в мае 1941 года и военных действиях в Курдистане в 1945 году. Касем также участвовал в арабо-израильской войне с мая 1948 по июнь 1949 года. В 1955 году получил звание бригадного генерала. Стал лидером революционного движения в армии, которое строило планы свержения монархии, опираясь на опыт захвата власти египетским президентом Абделем Насером. В 1956 году в иракской армии была создана тайная революционная организация «Свободные офицеры», а через год в стране был создан Фронт национального единства, в состав которого вошли Национально-демократическая партия, Партия арабского социалистического возрождения, «Истикляль» и Иракская коммунистическая партия, руководство над деятельностью которыми взял на себя Касем.

## Революция 14 июля
14 июля 1958 года Абдель Керим Касем возглавил военный переворот. Девятнадцатая и двадцатая бригады 3-й дивизии иракской армии, расположенные недалеко от Багдада, в Баакубе, во главе с Абдель Керим Касемом и Абдель Салямом Арефом получили приказ отправиться в Иорданию. Однако офицерский состав бригад во главе с Касемом и Арефом принял решение воспользоваться удобной ситуацией с тем, чтобы занять Багдад и свергнуть проимпериалистический режим. В 3 часа ночи революционно настроенные армейские части вошли в Багдад, перешли мост Фейсала, а затем заняли радиоцентр, центральный телеграф и окружили королевский дворец Каср ар-Рихаб. К военным присоединилось гражданское население.

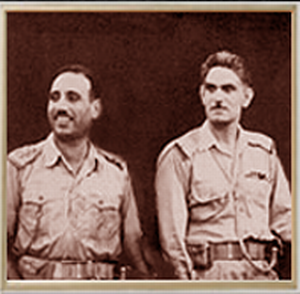
Организаторы революции Абдель Салам Ареф и Абдель Керим Касем

К пяти часам утра завязалась недолгая перестрелка между повстанцами и отрядами, охранявшими королевский дворец. Король Фейсал II приказал Королевской гвардии не оказывать сопротивления и сдался восставшим. Начальники охраны — офицеры-курды подполковник Тага Бамарни и лейтенант Мустафа Абдалла не оказали сопротивления и сами присоединились к подразделениям Арефа и Касема. В 6 часов утра дворец пал. Король и вся его семья вышли из дворца, каждый из них держал над головой Коран. В то время как они покидали дворец, лейтенант Абдель Саттар аль-Абоси без приказа открыл огонь и расстрелял почти всю королевскую семью. Фейсал II скончался позже от ран в больнице, куда его доставили. Утром нового дня багдадское радио передало: 
Говорит Иракская Республика! Сегодня — день победы и славы. Враги Бога и народа убиты и выброшены на улицу. Будем едины в борьбе против империалистов и их агентов!
 После этого началась расправа с королевской элитой, жертвой которой стал премьер-министр Нури аль-Саид. Здание английского посольства было сожжено. Народ снес памятники королю Фейсалу I и британскому генералу Моду, утопив затем их в Тигре. В тот же день Касем, провозгласив Ирак республикой, возглавил новое правительство.

## Премьер-министр
После свержения монархии Республиканский Ирак возглавил Революционный совет, в котором Касем занял пост премьер-министра и министра обороны. В состав кабинета вошли как военные, так и гражданские лица.
15 июля одно из первых решений республиканского кабинета министров, принятое после совместного обсуждения, было объявление о выходе Ирака из Арабской Федерации и об отмене всех связанных с этим мер.
Новый глава правительства пошёл на сотрудничество с Советским Союзом. Касем принял решение о перевооружении иракской армии. В марте 1959 года Касем заключил ряд экономических и технических соглашений с СССР о поставках советского оружия и боевой техники, а также об обучении иракских офицеров и технических специалистов в СССР. Первая партия советского оружия прибыла в Ирак 27 ноября 1958 года. Советский Союз также согласился предоставить военных специалистов для консультации и обучения иракских военных. За военным соглашением последовало соглашение об экономической помощи: в марте 1959 года Ираку был выделен кредит в размере $500 миллионов.
24 марта 1959 года Касем объявил о выходе Ирака из Багдадского пакта. Касем отменил договор о взаимной безопасности и двусторонних отношениях с Великобританией. Кроме того, Ирак вышел из ряда военных соглашения с США. 30 мая 1959 года последний британский солдат покинул страну.

Флаг Ирака в 1959—1963 годах (символ эпохи Абделя Керима Касема)

26 июля 1958 года была принята временная конституция Иракской республики, до принятия постоянного закона после проведения свободного референдума. Временная конституция провозглашала равенство всех иракских граждан перед законом и предоставляла им свободы независимо от расы, национальности, языка или религии. Согласно документу, Ирак должен был стать республикой и частью арабской нации, а официальной государственной религией был указан ислам. Законодательные полномочия были переданы Совету министров с одобрения Совета суверенитета, в то время как исполнительные функции были также возложены на Совет министров. В состав Совета суверенитета вошли:
- Мухаммад Махди Кубба — представлял арабское шиитское население;
- Халид ан-Накшабанди — представлял иракских курдов; и
- Мухаммед Наджиб аль-Рубаи — представлял арабское суннитское население[18].

Был создан кабинет, состоявший из широкого спектра иракских политических движений: в него вошли два представителя Национально-демократической партии, один член «аль-Истикляль», один представитель «Баас» и один марксист.
Уже в первые дни революции возникли или вышли из подполья профсоюзы, крестьянские союзы и многие другие прогрессивные организации. Политические партии, включая ИКП, хотя и не были формально легализованы, также осуществляли свою деятельность легально. Правительство освободило политических заключенных и амнистировало курдов, которые участвовали в 1943 в 1945 годах в курдских восстаниях. Касем отменил запрет на деятельность иракской Коммунистической партии.
При Касеме начали всё больше строить школ и больниц. В Багдаде и Басре правительство выделило средства на строительство социального жилья. Все более заметная часть растущих доходов от добычи нефти постепенно стала передаваться на борьбу с нищетой и социальные программы. Но, несмотря на популярность премьера, людей не устраивал авторитарный стиль его правления.
30 сентября 1958 года был обнародован закон об аграрной реформе. Этот закон носил половинчатый характер и полностью не ликвидировал феодальное землевладение, но все же существенно ограничил его. Предусматривалось изъятие у феодалов половины принадлежавших им земель, с тем чтобы распределить конфискованные излишки среди безземельных крестьян. Предусматривалась выплата денежной компенсации владельцам латифундий за изъятые у них земли. Правительство ввело 8-часовой рабочий день. Такого рода деятельность нового правительства вызвала ожесточенное сопротивление крупных землевладельцев. В условиях политической напряжённости глава государства Касем стал укреплять личную власть, чем вызвал недовольство даже со стороны политических союзников. Касем прочно держал под контролем тайную полицию и службу безопасности, предотвратив несколько попыток покушений. С середины 1959 правительство Касема стало проводить политику балансирования между правыми и левыми силами, ограничивать и даже подавлять деятельность левых организаций.

### Курдский вопрос
После свержении монархии режим Абдель Керима Касема сделал широкие уступки курдам: во временную конституцию Ирака была включена статья, провозглашавшая Ирак общим государством арабов и курдов (статья 3); курды были введены в правительство, и ДПК ставила вопрос о предоставлении Курдистану автономии. Однако правительство Касема на это не пошло, более того — со временем оно начало все более открыто поддерживать арабских националистов. Со второй половины 1960 года в иракских СМИ началась кампания нападок на курдов и их лидеров, которых обвиняли в сепаратизме и в связях с Москвой. Дошло до того, что сорт «курдской пшеницы» был специальным приказом переименован в «северную пшеницу». На стенах домов в Багдаде появились надписи: «Ирак — родина арабов и мусульман, а не курдов и христиан!». Если ранее А. К. Касем говорил, что арабо-курдское единство — краеугольный камень иракской государственности, то теперь курдам предлагалось раствориться в иракской нации. В декабре, спасаясь от репрессий, лидеры Демократической партии Курдистана покидают столицу и находят убежище в горах Иракского Курдистана.
В 1961 году Касем принимает решение покончить с «курдским вопросом» и сосредотачивает в Курдистане войска. В июне премьер не принимает представителей курдских партий. 7 сентября начинаются бомбардировки Курдистана, а 11 сентября Мустафа Барзани провозгласил новое восстание и призвал курдов к оружию. Так началось грандиозное движение, вошедшее в курдскую историю под названием «революции 11 сентября». Иракская армия, обладая многократным численным и абсолютным техническим превосходством, рассчитывала быстро разгромить курдов. Однако те, используя партизанские методы борьбы, начали наносить ей одно поражение за другим. В короткий срок Барзани сумел вытеснить правительственные войска из горных районов и полностью взять под свой контроль Курдистан.

### Борьба на внутреннем фронте
Первым вопросом, по которому развернулась борьба уже в июле 1958 года, было присоединение Ирака к только что созданной Египтом и Сирией Объединенной Арабской Республике (ОАР). За присоединение выступали националисты и лидеры партии Баас, верившие в арабское объединение. Против высказались коммунисты. Касем яростно выступал против такого объединения. Его позиция объяснялась тем, что он не хотел превращать Ирак в ещё одну часть большого государства под руководством Египта, подчинившись Насеру, которого он не любил и боялся. Стремясь дистанцироваться от коммунистов, Касем начал репрессии против левых. Тогда же, сразу после революции, между Касемом и его соратником Арефом, который также выступал за союз с Египтом, началась борьба. Последний проиграл борьбу за власть в сентябре 1958 года. Он был снят со всех постов и отправлен в отставку. Два месяца спустя он попытался организовать переворот вместе с двумя десятками офицеров. Переворот провалился, 19 офицеров были казнены. Ареф был приговорен к смертной казни, но его помиловал Касем и отправил послом в ФРГ. Впоследствии его спецслужбы раскрыли ещё 29 заговоров против него.
Но борьба за власть резко обострилась, когда 5-6 марта 1959 года Иракская коммунистическая партия (ИКП) организовала в третьем по величине городе Ирака — Мосуле, главном оплоте баасизма, Большой фестиваль мира. К началу фестиваля в город прибыли 250 тысяч активистов ИКП. Через день после фестиваля, когда большинство участников покинули город, военное командование местного гарнизона подняло мятеж под панарабистским лозунгами. На улицах города началась вооруженная борьба между коммунистами, панарабистами, христианами, туркменами, арабами и другими. Пока в Мосуле шла борьба между главными соперниками — коммунистами и панарабистами, Касем не вмешивался, чтобы с помощью левых сил покончить с мятежными офицерами, арабскими националистами и сторонниками мусульманского братства. 8 марта правительственные войска начали штурм Мосула, и к следующему дню армия и вооруженные отряды коммунистов жестоко подавили его. Последовали изнасилования, убийства, грабежи, групповые суды и казни в присутствии ликующих толп. Жизни лишились сотни людей, в большинстве арабские националисты. Считается, что последовавшие после подавления мятежа казни и стали причиной попытки покушения на Касема.
Через месяц произошло ещё одно кровопролитие. В первую годовщину иракской революции в Киркуке прошла большая демонстрация курдов, чтобы выразить свою поддержку Абделю Касему. Но вместо митинга началось смешанное восстание курдов, туркмен, коммунистов, мусульманских фракций и армейских войск в Киркукском районе. Только к 20 июля восстание было подавлено правительственными войсками с тяжёлыми потерями. По меньшей мере 30 человек погибли, более 100 получили ранения. В конечном итоге это событие было названо резнёй в Киркуке.
Из 16 членов кабинета министров Касема 12 были членами партии Баас, которая отвернулась от Касема из-за его отказа присоединиться к Объединенной Арабской Республике Гамеля Абдель Насера. Чтобы укрепить свои позиции в правительстве, Касем пошел на альянс с Коммунистической партией Ирака (ИКП), которая выступала против любой идеи панарабизма.

### Отношения с соседями

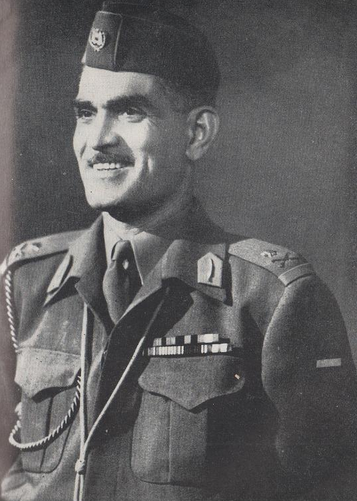
Абд аль-Керим Касем в 1959 году

Несмотря на многочисленные заговоры и неоднократные покушения, А. К. Касем смог укрепить свою власть, ослабив и баасистов, и коммунистов. Это позволило ему активизировать внешнюю политику, что, однако, привело к обострению отношений с соседями.

#### Иордания
После свержения хашимистской династии в Ираке король Иордании Хусейн I, формально имевший для того основания, 14 июля провозгласил себя главой Арабской Федерации и попытался организовать интервенцию в Ирак с целью свержения режима А. К. Касема. В Иорданию стали прибывать британские войска, и вскоре английские войска взяли под охрану все стратегически важные объекты страны. 15 июля Ирак заявил о денонсации договора об Арабской Федерации.

#### Иран
Во время своего пребывания на посту премьер-министра, Абдель Касем начал создавать почву для ирано-иракской войны. В конце 1959 г. разгорелся конфликт Ирака с Ираном по поводу судоходства по реке Шатт-аль-Араб. Багдад обвинил Иран в нарушении ирано-иракского договора 1937 г. 18 декабря он заявил: 
Мы не хотели бы обратиться к истории арабских племен, проживающих в Аль-Ахвазе и Хорремшехре. Турки передали Хорремшехр, который являлся частью иракской территории, Ирану.
После этого Ирак начал поддерживать сепаратистов в Хузистане и даже заявил о своих территориальных претензиях на следующем заседании Лиги арабских государств.

#### Кувейт
19 апреля 1961 г. после длительных переговоров между Великобританией и Кувейтом было подписано межгосударственное соглашение об отмене англо-кувейтского договора 1899 г., и эмират обрел политическую независимость. Касем стал первым иракским лидером, не признавшим Кувейт независимым государством. 25 июня 1961 года он объявил Кувейт частью территории Ирака и призывал его к воссоединению. Командующий вооруженными силами Ирака генерал А.Салех аль-Абди заявил о готовности иракской армии в любую минуту осуществить присоединение Кувейта. Перед лицом угрозы со стороны Ирака, Великобритания направила в Кувейт свои войска. Через месяц Кувейт обратился в Совет Безопасности ООН с просьбой созвать чрезвычайное заседание Совета, чтобы обсудить «жалобу Кувейта в отношении положения, вызванного угрозами Ирака территориальной независимости Кувейта, которые могут подорвать международный мир и безопасность». Кувейт поддержали ряд арабских стран.
13 августа части арабских армий (Иордания, Сирия, Саудовская Аравия и Тунис), возглавляемые Саудовской Аравией, прибыли в Кувейт и заняли оборону для отражения возможной агрессии со стороны Ирака, после чего Великобритания вывела из Кувейта свои войска. Но иракское правительство продолжало накалять ситуацию, и тогда в конце декабря Великобритания послала военно-морские силы в Персидский залив в связи с угрозами премьера Ирака аннексировать Кувейт. В декабре Багдад заявил, что он «пересмотрит» дипломатические отношения со всеми государствами, признающими Кувейт. По мере того как все больше и больше стран признавали Кувейт, множество иракских послов из разных стран возвращалось домой. Агрессивная политика иракского правительства ввергло страну в изоляцию среди арабского мира. Угрозы Кувейту со стороны набирающего силу северного соседа временно прекратились лишь после падения режима Касема.

## Покушение
Руководство партии Баас разработало план убийства Касема в 1959 году. Саддам Хусейн был ведущим участником данной операции. В то время партия Баас была скорее идеологическим экспериментом, чем мощной антиправительственной боевой машиной. Большинство ее членов были либо образованными профессионалами, либо студентами, и Саддам хорошо вписывался в эту группу.
По словам журналиста Кона Кофлина, выбор Саддама «неудивителен». Идея убийства Касима могла принадлежать Насеру, и есть предположение, что некоторые из тех, кто участвовал в операции, прошли обучение в Дамаске, который тогда был частью Объединенной Арабской Республики. Однако «никаких доказательств прямого причастности Насера к заговору не было».
Новая партия «Баас», которая начала только формироваться и была тогда немногочисленной (в 1958 году она насчитывала около трёхсот членов) решила прийти к власти и изменить политический режим. Для начала, однако, надо было убрать генерала Касема. 7 октября группа заговорщиков попыталась убить премьер-министра страны, среди них был молодой Саддам Хусейн. Саддам вообще не входил в основную группу покушавшихся, а стоял в прикрытии. Но у него не выдержали нервы, и он, поставив под удар всю операцию, открыл огонь по машине генерала, когда та только приближалась. В результате шофер премьера был убит, но А. К. Касем, серьёзно раненый, уцелел. Самому Саддаму, легко раненому, удалось убежать через Сирию в Египет. Через три недели премьера выписали из больницы. Тогда весь Ирак и услышал о партии Баас и её бойце Саддаме Хусейне, будущем президенте Ирака. После покушения партия Баас была объявлена под запретом, семнадцать баасистов приговорили к смертной казни и расстреляли. Большинство других получили разные сроки заключения. Саддама Хусейна суд приговорил к смертной казни — заочно.

## Свержение и казнь

Казнь Абдель Керима Касема (на полу в левом углу) и двух генералов в телестудии

Генерал Касем был весьма популярен в народе. В начале 1963 года он похвастался, что ему удалось благополучно пережить 38 покушений и заговоров. Однако бывшие соратники продолжали борьбу против Касема. Сближение с коммунистами, а также восстание курдов в 1961 и студенческие забастовки в 1962 еще более ослабили режим Касема. Из эмиграции вернулся генерал Ареф. Он вступил в тайный союз с партией Баас и 8 февраля 1963 г. они совершили военный переворот. Утром этого дня части багдадского гарнизона выступили против дискредитировавшего себя правительства. Узнав о начале мятежа, Абдель Керим Касем забаррикадировался в министерстве обороны со своей охраной, усиленной верными солдатами и офицерами. Ему на помощь пришли коммунисты. Они совместно со сторонниками Касема выступили с палками в руках против танков и пулеметов, но силы были неравны. Одновременно истребители иракских ВВС взлетели с военной базы Хабания и подвергли министерство бомбардировке. Два дня на улицах Багдада шли кровопролитные бои. Касем связался с путчистами и предложил сдаться в обмен на жизнь, что ему и пообещали. На следующий день 9 февраля Абдель Керим Касем со своими генералами и другими сторонниками покинул здание и сдался путчистам. После этого его и еще двух генералов Таху аль-Шейх Ахмеда и Фадиля аль-Махдави посадили в бронетранспортер и привезли в здание телевидения и радио, где их ждали организаторы переворота Абдель Салам Ареф и Ахмед Хасан аль-Бакр. Над ними организовали скоротечный суд, длившийся 40 минут, который приговорил их к смертной казни.
Трёх человек привели в соседнюю телестудию и привязали к стульям. Перед расстрелом предложили завязать глаза, но они отказались. Им зачитали смертный приговор, после чего премьер-министра и двух его генералов расстреляли. Труп Абделя Касема посадили на стул перед телевизионной камерой и показывали на всю страну. Окровавленный труп «единственного лидера» на протяжении нескольких дней транслировали по телевидению, чтобы народ мог убедиться: генерал Касем действительно мёртв. Рядом с трупом стоял солдат, который брал мёртвого главу правительства за волосы, откидывал его голову назад и плевал ему в лицо.
Сперва свергнутого премьера похоронили в безымянной могиле где-то к югу от Багдада. Но кто-то из его сторонников нашел место захоронения и перезахоронил в другом месте. В итоге правительство выкопало тело Касема и похоронили в тайном месте, которое никто не смог найти. 17 июля 2004 года министр по правам человека Амин Бахтияр заявил, что им удалось найти тайное захоронение бывшего премьера. Могила была обнаружена после трёхмесячных поисков по свидетельским показаниям одного из жителей Багдада. Помимо Абдель Керима Касема также были обнаружены и тела трёх генералов, казнённых вместе с ним. Четыре трупа были одеты в военную форму. На останках обнаружили следы пыток, это говорит о том, что перед смертью всех убитых пытали. Могила находилась в сельскохозяйственном районе к северу от Багдада, на пути к городу Баакуба. Найденные тела отправили на анализы ДНК и после их подтверждения трупы окончательно захоронили.

## Наследие
Несмотря на все недостатки своего правления, в современном Ираке Касем имеет положительную репутацию, которая сложилась на фоне крайней жестокости последовавших за его свержением режимов. Вскоре после свержения Саддама Хусейна, в 2005 г., в Багдаде на улице аль-Рашиди ему был сооружён памятник, украшенный символикой его времён (герб и флаги).